# Lo sposo deluso
Lo sposo deluso, KV 430, er en opera i to akter af Wolfgang Amadeus Mozart fra 1783. Librettoen er skrevet af Lorenzo da Ponte. Kun et fragment er blevet overleveret. Der er ca. 20 minutter fra første akt: ouverturen, kvartetten Ah, ah che ridere, dele af arien Nacqui all'aria trionfale, dele af arien Dove mai trovar quel ciglio? og trioen Che accidenti.